# U.S.C. Montemitro
US Calcio Montemitro je nogometni klub iz mjesta Mundimitar u Italiji, u pokrajini Molise.
Nogometna momčad Mundimitra je ujedno i klub hrvatske manjine u tom kraju, moliških Hrvata.
Sjedište kluba nalazi se na Makarskoj cesti (Via Makarska) u Mundimtaru. Domaće utakmice igraju na stadionu »Santa Lucia«.
Trenutačno se natječe u ligi Prima Categoria, sedmoj razini talijanskog klupskog nogometa.

## Vanjske poveznice
- Nogometna momčad Mundimitra  Arhivirana inačica izvorne stranice od 10. svibnja 2006. (Wayback Machine)